# 1966 في الأردن
فيما يلي قوائم الأحداث التي وقعت خلال عام 1966 في الأردن.